# Ludogorie Peak
Ludogorie Peak är en bergstopp i Antarktis. Den ligger i Sydshetlandsöarna. Argentina, Chile och Storbritannien gör anspråk på området. Toppen på Ludogorie Peak är 150 meter över havet.
Terrängen runt Ludogorie Peak är bergig åt nordväst, men söderut är den kuperad. Havet är nära Ludogorie Peak åt sydost. Trakten är glest befolkad. Närmaste befolkade plats är St. Kliment Ohridski Base, 12,7 kilometer nordväst om Ludogorie Peak. 